# ヴァレンティナ・チェルヴィ
ヴァレンティナ・チェルヴィ（Valentina Cervi、1976年4月13日- ）は、イタリアの女優。日本語では「ヴァレンティナ・セルヴィ」と表記されることもある。

## 経歴
1976年4月13日、ローマに生まれる。映画監督のトニーノ・チェルヴィを父親に持つ彼女は、10歳の頃に演技の仕事を始める。
1996年、ジェーン・カンピオン監督の『ある貴婦人の肖像』に出演する。1997年の映画『アルテミシア』では、アルテミシア・ジェンティレスキを演じる。2001年、マイク・フィギス監督の『HOTEL ホテル』に出演。2008年には、スパイク・リー監督の『セントアンナの奇跡』に出演する。2011年、キャリー・フクナガ監督の『ジェーン・エア』でバーサ・メイソンを演じる。

## フィルモグラフィー

### 映画
- ある貴婦人の肖像（1996年）
- アルテミシア（1997年）
- DEAN/ディーン（2001年）
- HOTEL ホテル（2001年）
- セントアンナの奇跡（2008年）
- ジェーン・エア（2011年）
- 幸せな感じ（2018年）

### テレビ
- ローマ警察殺人課アウレリオ・ゼン 3つの事件（2011年）
- トゥルーブラッド（2012年）
- ボルジア 欲望の系譜（2013年）
- メディチ（2016年）